# Zorzines hepatica
Zorzines hepatica là một loài bướm đêm trong họ Noctuidae.